# 衮布扎布
衮布扎布，蒙古族，内蒙古锡林郭勒盟乌珠穆沁旗人，清朝学者，协理台吉乌达喇的儿子。
雍正时期，衮布扎布曾任北京唐古特学堂总教管。精通蒙古文、藏文、满文、汉文四种文字。写有许多著作，主要有蒙古文本的《恒河之流》、蒙藏文对照《海比忠乃辞典》，将藏文《造像量度经》译为汉文，又有译著《金刚寿命陀罗尼修行法》等。